# Reggie Phillips
Reginald Keith Phillips (Houston, 12 dicembre 1960) è un ex giocatore di football americano statunitense che ha giocato nel ruolo di defensive back per quattro stagioni nella National Football League (NFL). Fu scelto nel corso del secondo giro (49º assoluto) del Draft NFL 1985 dai Chicago Bears. Al college ha giocato a football alla Southern Methodist University.

## Carriera professionistica
Phillips fu scelto nel corso del secondo giro dei Draft 1985 dai Chicago Bears. Nella sua stagione da rookie giocò tutte le 16 gare, coi Bears che terminarono la stagione regolare con un record di 15-1, vincendo il Super Bowl XX contro i New England Patriots per 46-10, con Phillips che ritornò un intercetto in un touchdown nella partita. Reggie rimase a Chicago per tre stagioni, con un massimo di due intercetti nella stagione 1987. Nel 1988 passò ai Phoenix Cardinals dove giocò tutte le 16 gare dell'ultima stagione della carriera.

## Vittorie e premi
- Super Bowl : 1 Vincitore del Super Bowl XX

## Statistiche
| Partite totali             | 60 |
| Partite totali da titolare | 14 |
| Intercetti fatti           | 3  |
| Fumble recuperati          | 1  |